# Милка Бајић Подерегин
Милка Бајић Подерегин (Пљевља, 28. август 1904 — Лондон, 8. март 1971) била је професор књижевности и српског језика и прва југословенска романсијерка пореклом из данашње Црне Горе.

## Биографија
Рођена је као Милка Бајић 1904. године у Пљевљима, Османском царству (данашња Црна Гора), где је завршила српску основну школу. Била је једна од првих матуранткиња тадашње српске пљеваљске гимназије. Дипломирала је 1928. године на катадри за свјетску и националну књижевност Филозофског факултета у Београду.
По завршетку студија радила је као професор српског језика и књижевности у пљеваљској гимназији, где је упознала свог колегу Игњатија Подерегина, пореклом Руса. Игњатије је био инжењер агрономије и предавао је у истој школи, за кога се удала 1928. године. Брачни пар Подерегин одлази затим на службовање у Прокупље, па у Краљево, где их 1941. године затиче избијање Другог светског рата у Југославији. Милкин супруг Игњатије страдао је током Стрељања у Краљеву, који није хтео да напусти своје ученике и заједно са њима је отишао на стрелиште. После ове трагедије Милка са ћеркама Јеленом-Љољом и Надеждом-Нађом прелази у Пожаревац. Одбила је да ради под окупатурским  властима и активно је помагала Народноослободилачки покрет. После завршетка рата постављена је за професора српског језика и  књижевности у Београду, где је радила до 1955. године, када се због слабог здравља пензионисала.
Милка Бајић Подерегин је последње године живота провела у Лондону, окружена ћеркама и унуцима. Умрла је 8. марта 1971. године. По сопственој  жељи сахрањена је поред мајке Јеленке, на гробљу манастира Свете Тројице код Пљеваља.

## Почасти
Одлуком Скупштине општине Пљевља једна улица у Милкином родном граду носи њено име.

## Занимљивости
Милкина ћерка Надежда била је глумица. Глумила је под псеудонимом Нађа Регин, а остала је запамћена по улогама у два филма из серијала о Џејмсу Бонду.